# Isaura, a rabszolgalány
Az Isaura, a rabszolgalány (eredeti cím: A Escrava Isaura) 2004 és 2006 között vetített brazil telenovella, amelyet Bernardo Guimarães alkotott.
A producere Henrique Daniel. A telenovella írója Thiago Santiago. A főszerepekben Bianca Rinaldi, Leopoldo Pacheco és Théo Becker láthatók. A sorozat forgalmazója a RecordTV.
Brazíliában 2004. október 18-tól volt látható a Rede Record-on. Magyarországon 2006. március 10-tól sugározta a Zone Romantica.
A sugárzási jogokat Friderikusz Sándor vásárolta meg olcsón, és adta tovább többszörös áron a magyar kábelszolgáltatóknak.

## Cselekmény
Isaura édesanyja a szülés után meghalt. Gertrudes, a parancsnok felesége befogadta és saját lányaként nevelte. Majd Isaura a parancsnok rabszolgája lesz.
Később parancsnok fia, Leôncio visszatér a a szüleihez. Feleségül veszi Sebastiao ezredes lányát, Malvinát. Eközbe beleszeret Isaurába, de a szülei ellenzik. A parancsnok és Gertrudes meghalnak. Leôncio lesz a birtok örököse, de Isaurát Ő se engedi el.

## Szereplők
| Szereplő                                     | Színész           | Magyar hangja          |
| -------------------------------------------- | ----------------- | ---------------------- |
| Isaura dos Anjos Sales / Elvira Vaz          | Bianca Rinaldi    | Zsigmond Tamara        |
| Leôncio Almeida                              | Leopoldo Pacheco  | Tarján Péter           |
| Álvaro Mendonça                              | Théo Becker       | Tokaji Csaba           |
| Branca Villela                               | Renata Dominguez  | Németi Emese           |
| Rosa Silva Cunha                             | Patrícia França   | Kelemen Tímea          |
| Tomásia de Melo Albuquerque Xavier dos Anjos | Mayara Magri      | Czirják Csilla         |
| Miguel Sales / Anselmo Vaz                   | Jackson Antunes   | Jámbor József          |
| Malvina de Salles Cunha Almeida              | Maria Ribeiro     | Stéfán-Bodor Mária     |
| Geraldo Villela                              | Caio Junqueira    | Kovács Levente         |
| Henrique de Salles Cunha                     | Gabriel Gracindo  | Hanyecz Róbert         |
| Sebastião Cunha                              | Paulo Figueiredo  | Dobos Imre             |
| Belchior Araújo                              | Ewerton de Castro | Hajdú Géza             |
| José Francisco                               | Jonas Mello       | Ács Tibor              |
| André Batista                                | Déo Garcez        | Hajdú Péter            |
| Helena de Salles Cunha                       | Fernanda Nobre    | Debelka Mária          |
| Gabriel Albuquerque                          | André Fusko       | Szőke Kavinszky András |
| Dr. Diogo Lemos                              | Lugui Palhares    |                        |
| Gioconda de Albuquerque                      | Miriam Mehler     | Fábián Enikő           |
| Perpétua Mendonça                            | Sílvia Bandeira   | Molnár Júlia           |
| Estela Villela                               | Aldine Müller     | Firtos Edit            |
| Joaquina da Conceição                        | Chica Lopes       | Rácz Mari              |
| João Batista                                 | Ivan de Almeida   | Seres Lajos            |
| Madame Serafina                              | Maria Cláudia     | Márton Erzsébet        |
| Violeta                                      | Daniela Duarte    | Fodor Réka             |
| Margarida                                    | Thaís Lima        | Tóth Tünde             |
| Raimundo                                     | Rômulo Delduque   | Lélek Sándor           |
| Martinho Soeiro                              | Cláudio Curi      | Medgyesfalvi Sándor    |
| Aloísio Guimarães                            | Rodrigo Zanardi   | Kiss Csaba             |
| Moleca                                       | Bárbara Garcia    | Kiss Gabi              |
| Bernardo                                     | Christovam Neto   | Meleg Vilmos           |
| Gertrudes Almeida                            | Norma Blum        | Csíki Ibolya           |
| João Alberto Xavier dos Anjos                | Carlo Briani      | Pálfai Péter           |

## Évados áttekintés
| Évad | Évad | Epizód | Eredeti sugárzás  | Eredeti sugárzás  | Magyar sugárzás   | Magyar sugárzás |
| Évad | Évad | Epizód | Évadpremier       | Évadfinálé        | Évadpremier       | Évadfinálé      |
| ---- | ---- | ------ | ----------------- | ----------------- | ----------------- | --------------- |
|      | 1    | 167    | 2004. október 18. | 2005. április 29. | 2006. március 10. | 2006.           |

## Gyártás
A történetet közvetlenül az 1875-ös könyvből adaptálták, és nem a Rabszolgasors című teleregény mintájára. Tiago Santiago kérték meg a forgatókönyv írására.  Fejezetenként 250 ezer reaált fektettek bele.
Kezdetben bemutatóját 2004. szeptember 27-re tervezték, de az önkormányzati választások miatt októberre 18-ra halasztották.